# اللغة الجغتائية
لغة جغتاي أو اللهجة الجغتائية (بالأوزبكية: چەغەتاي؛ بالأويغورية: چاغاتاي؛ بالتركية العثمانية: جغتایجه؛ بالتركية: Çağatayca) وقد كانت من اللغات السائدة في آسيا الوسطى وسلطنة مغول الهند، وإن ظلت لغة الأدب المشتركة حتى أوائل القرن العشرين. وهي من لغات القارلوق المتفرعة من اللغات الأتراكية والتي تتبع لمجموعة اللغات الألتائية (لعائلة اللغات الألتائية) ومنها ظهر ما يسمى اليوم باللغة الأوزبكية.

## الحروف
ا	ە	ب	پ	ت	ج	چ	خ	د	ر	ز	ژ	س	ش	ف	غ	ق	ك	گ	ڭ	ل	م	ن	ھ	و	ۇ	ۆ	ۈ	ۋ	ې	ى	ي	ئ

## أماكن انتشارها
كانت اللغة الجغتائية منتشرة في مدن وادي فرغانة في تركستان الغربية، أو في الجزء المعروف ”بأوزبك ستان“ (أرض الأوزبك) أوزبكستان اليوم.
كما كانت لغة امبراطورية مغول الهند.

## اقرأ أيضا
- اللغة الأويغورية
- اللغة الأوزبكية